# Mazarunius oedipus
Mazarunius oedipus – gatunek kosarza z podrzędu Laniatores i rodziny Manaosbiidae. Jedyny znany przedstawiciel monotypowego rodzaju Mazarunius.

## Występowanie
Gatunek wykazany z Gujany.